# Bridge Constructor Portal
Bridge Constructor Portal est un jeu vidéo de simulation de construction de pont, développé par ClockStone et publié par Headup Games. Le jeu incorpore des éléments de Valve Corporation de la série Portal, le jeu a lieu dans les Apertures Laboratories. Le jeu est sorti sur Android, iOS, Linux, macOS et Windows en décembre 2017, ainsi que sur Nintendo Switch, PlayStation 4 et Xbox One en février 2018. En août 2018, le jeu s'était vendu à plus de 500 000 exemplaires.

## Système de jeu
Bridge Constructor Portal est un jeu vidéo de simulation de construction de pont, situé dans l'univers de la série Portal,. Les joueurs sont chargés de concevoir et de construire des ponts permettant d'acheminer un ou plusieurs camions d'un site à un autre chez Aperture Laboratories, sous la supervision de l'intelligence artificielle GLaDOS,.
Le jeu fusionne des éléments des séries Bridge Constructor et Portal. Les joueurs sont chargés de construire des ponts en utilisant des supports (qui peuvent être converties en route) et des câbles, ancrés à des points fixes préalablement désignés sur les murs du niveau. La disponibilité limitée de points fixes peut obliger le joueur à construire des ponts autoportants. Ces ponts doivent pouvoir supporter leur propre poids, ainsi que les camions et la force qu’ils transmettent lors du passage sur le pont. Éléments du jeu portal: naviguer à travers des portails, appuyer sur des boutons pour ouvrir les portes ou faire d'autres actions, éviter de venir en vue de tourelles sentinelle ou en contact avec des fluides mortels ou des champs laser. Il y d'autres éléments de gameplay du jeu Portal comme la propulsion, le gels de répulsion et les rampes de lancement.
Les joueurs peuvent basculer entre le mode construction, le mode test et le mode véhicule pour visualiser leur travail. Le mode test simule la physique du niveau pour voir comment les composants du pont se tiennent sous leur propre poids. Le mode Véhicule envoie un ou plusieurs camions sur le pond construit par le joueur. Dans l'un ou l'autre cas, le jeu montre les supports ou les câbles soumis à des contraintes (surlignés en rouge). S'ils dépassent leur limite de contrainte, ils se briseront et provoqueront l'effondrement du pont. Si le joueur conçoit un pont pour permettre le passage d’un véhicule, il peut alors envoyer un convoi de véhicules sur le parcours. Ces véhicules sont relâchés un à un à intervalles réguliers et des tests permettent de vérifier si les composants du pont résistent à des contraintes répétées.
Il n'y a pas de limite de construction pour un niveau, mais chaque composant de pont ont une valeur monétaire et le joueur est mis au défi de maintenir la valeur monétaire totale aussi basse que possible. Le joueur réussit une énigme en faisant passer un véhicule sur le pont construit, mais obtient une note plus élevée en faisant passer tous les véhicules d’un convoi sur le parcours sans provoquer un effondrement.

## Développement et publication
Bridge Constructor Portal est développé par ClockStone et publié par Headup Games. Les deux studios ont travaillé tout au long de 2017 sur le successeur de Bridge Constructor de 2011,. Ils se sont associés à Valve Corporation, qui a créé la série Portal afin d’aider au mieux pour recréer les éléments du jeu Portal, aux ressources artistiques et aux traditions de la série Portal. Cela inclut de demander à Ellen McLain de doubler GLaDOS dans ce jeu.
Le jeu a été annoncé le 6 décembre 2017.Le jeu est sortie le 20 décembre 2017 sur Android, IOS, Linux, MACOS et Windows,,. Le 28 février 2018, le jeu est sorti sur Nintendo Switch, PlayStation 4 et Xbox One,,.

## Réception
Bridge Constructor Portal a reçu un accueil "généralement favorable", selon Metacritic, un agrégateur de notes. Le jeu a été nommé dans la catégorie "Puzzle" aux Webby Awards 2018.
En août 2018, le jeu s'était vendu à plus de 500 000 exemplaires.

## Référence
- (en) Cet article est partiellement ou en totalité issu de l’article de Wikipédia en anglais intitulé « Bridge Constructor Portal » (voir la liste des auteurs).

1. ↑  « ESRB info » (consulté le 18 janvier 2020)
2. ↑  « PEGI info » (consulté le 18 janvier 2020).
3. 1 2 3 4 5 6  (en-US) Joe Donnelly, « A new Portal game will launch this month—Bridge Constructor Portal », sur PC Gamer, 6 décembre 2017 (consulté le 1er juillet 2019)
4. ↑  (en-US) T. J. Hafer, « Bridge Constructor Portal Review », sur IGN, 19 décembre 2017 (consulté le 1er juillet 2019)
5. ↑  (en-US) Oscar Dayus, « New Portal Game Announced, Is A Crossover With Bridge Constructor », sur GameSpot, 7 décembre 2017 (consulté le 1er juillet 2019)
6. 1 2  « Bridge Constructor Portal studio worked with original Portal team to ensure game stayed true to lore », sur VG247, 13 décembre 2017 (consulté le 1er juillet 2019)
7. ↑  (en) « Review: Bridge Constructor Portal », sur Destructoid (consulté le 1er juillet 2019)
8. 1 2 3  Andrew Webster, « The next Portal game is a bridge-building simulator », sur The Verge, 6 décembre 2017 (consulté le 1er juillet 2019)
9. 1 2  (en) Tom Phillips, « Portal returns in Bridge Constructor spin-off », sur Eurogamer, 6 décembre 2017 (consulté le 1er juillet 2019)
10. ↑  (en) « Bridge Constructor Portal is coming to Switch, PS4 and Xbox One soon », sur Destructoid (consulté le 1er juillet 2019)
11. ↑  « Bridge Constructor Portal », sur Gameblog (consulté le 2 juillet 2019)
12. ↑  « Bridge Constructor Portal - Jeu Réflexion - Gamekult », sur www.gamekult.com (consulté le 2 juillet 2019)
13. ↑  (en) « Bridge Constructor Portal », sur GameSpot (consulté le 2 juillet 2019)
14. ↑  « Bridge Constructor Portal », sur Jeuxvideo.com (consulté le 2 juillet 2019)
15. ↑  (en) « Bridge Constructor Portal », sur Metacritic (consulté le 2 juillet 2019)
16. ↑  (en-US) « Puzzle » (consulté le 2 juillet 2019)
17. ↑  (en) « Bridge Constructor Portal reaches 500,000 sales », sur GamesIndustry.biz (consulté le 2 juillet 2019)